# Алойз фон Рехберг
Алойз Франц Ксавер Максимилиан Франц фон Паула фон Рехберг и Ротенльовен-Хоенрехберг (на немски: Aloys Franz Xaver Maximilian Franz de Paula Graf von Rechberg und Rothenlöwen zu Hohenrechberg) от благородническия швабски род Рехберг е граф на Рехберг и Ротенльовен, в Хоенрехберг (при Швебиш Гмюнд), Донцдорф и др., 1787 г. дворцов съветник в Мюнхен, кралски баварски кемерер, таен съветник и държавен министър, външен министър (1817 – 1825), дипломат и политик, имперски съветник на баварската корона, наследствен член на камерата на съсловията в Кралство Вюртемберг.

## Биография
Роден е на 18 септември 1766 година в Мюнхен, Кралство Бавария. Той е най-големият син (от 14 деца) на фрайхер (от 1810 граф) Максимилиан фон Рехберг (1736 – 1819) и съпругата му фрайин Валпурга Мария Терезия Геновефа фон и цу Зандицел (1744 – 1818), дъщеря на фрайхер Максимилиан Емануел Франц Йохан Поликарп Зандицел (* 1702) и графиня Максимилиана Мария Моравитцка фон Руднитц. Баварският генерал Антон фон Рехберг (1776 – 1837), който се жени в пфалцската линия на Вителсбахите е негов брат.
През 1787 г. Алойз фон Рехберг става дворцов съветник в Мюнхен. От 1795 до 1797 г. е посланик на херцог Максимилиан I Йозеф Баварски от Пфалц-Цвайбрюкен при Райхстага в Регенсбург. От 1797 до 1799 г. той е там посланик на Курпфалц и 1798 г. при конгреса в Ращат.
Служи при баварския курфюрст и от 1806 г. на крал Максимилиан Йозеф. Рехберг е посланик в Санкт Петербург (1799, 1801), Берлин (1800) и Виена (1806 до 1809 и 1813 до 1815). През 1815 г. той е баварски представител на Виенския конгрес. От 1817 г. е почетен член на Баварската академия на науките.
След свалянето на граф Монжела през 1817 г. Рехберг става външен министър и министър на кралския дом, член на камерата на имперските съветници. Той е консервативен политик и почита Австрия. Новият крал Лудвиг I го освобождава при встъпването му в управлението през 1825 г. След това Рехберг живее в имението си във вюртембергския Донцдорф. От 1815 до смъртта му той е наследствен член на камерата на съсловните господари във Вюртемберг, но лично участва в събранията само един път, на 1 и 2 декември 1826 г.
Алойз фон Рехберг умира на 10 март 1849 г. в дворец Донцдорф на 82-годишна възраст.

## Фамилия
Алойз фон Рехберг и Ротенльовен се жени в Регенсбург на 9 февруари 1797 г. за графиня Мария Анна фон Шлитц фон Гьортц (* 9 септември 1778, Берлин; † 11 май 1825, Мюнхен), дъщеря на дипломата граф Йохан Евстах фон Шлитц-Гьортц (1737 – 1821) и фрайин Каролина фон Уехтритц (1749 – 1809). Те имат децата:
- Каролина Фридерика Валпурга Мария фон Рехберг-Ротенльовен-Хоенрехберг (* 25 януари 1798, Регенсбург; † 12 януари 1878, Донцдорф), омъжена на 4 януари 1818 г. в Донцдорф за фрайхер Кристиан Мариане Вилхелм Август Франц фон Цвайбрюкен (* 30 август 1782, Форбах; † 25 април 1859, Мюнхен), баварски генерал на кавалерията
- Фридерика Луиза фон Рехберг-Ротенльовен-Хоенрехберг (* 5 март 1800, Регенсбург; † 10 май 1883, Донцдорф), омъжена на 27 август 1825 г. в Мюнхен за (чичо си) граф Вилибалд фон Рехберг (* 22 април 1780, Вайсенщайн; † 30 декември 1849, Мюнхен), баварски дипломат
- Албрехт Улрих Максимилиан Евстах Каспар Бернхард фон Рехберг-Ротенльовен-Хоенрехберг (* 7 декември 1803, Регенсбург; † 27 декември 1885, Донцдорф), граф на Рехберг и Ротенльовен-Хоенрехберг, господар на Донцдорф, Вайсенщайн, Бьоменкирх, Рамсберг, Винцинген и Клайн-Сюсен (Вюртемберг) и Микхаузен (Бавария), наследствен член на камерата на съсловията на господарите в Кралство Вюртемберг, доживотен член на камерата на имперските съветници в Бавария, женен на 6 юли 1830 г. в Донцдорф за графиня Валпурга Мария Юлия фон Рехберг-Ротенльовен (* 16 януари 1809, Мюнхен; † 6 април 1903, Донцдорф), негова първа братовчедка
- Паулина Каролина Амалия Луиза Мария Анна фон Рехберг-Ротенльовен-Хоенрехберг (* 28 януари 1805, Регенсбург; † 27 ноември 1875, Донцдорф), неомъжена
- Йохан Бернхард Евстах Лудвиг Йозеф Херман Йохан Непомук Карл Антон Вилибалд Август, граф фон Рехберг-Ротенльовен-Хоенрехберг (* 17 юли 1806, Регенсбург; † 26 април 1899, Швехат при Виена), императорски кемерер, посланик и външен министър, доживотен член на Херенхаузен на австрийския имперски съвет, женен на 26 юли 1834 г. в Донцдорф за леди Барбара Джонес (* 8 юни 1813, Ранелаг Хус; † 27 май 1894, Лондон)
- Каролина фон Рехберг-Ротенльовен-Хоенрехберг (* 24 април 1809, Регенсбург; † 25 април 1809, Регенсбург)